# Gazeta Bankowa (Lwów)
Gazeta Bankowa – dwutygodnik gospodarczy wydawany we Lwowie w latach 1921–1939. Profilem pisma były sprawy bankowe, finansowe, monetarne oraz gospodarcze i ustawodawcze. Wydawcą był początkowo Małopolski Oddział Związku Banków we Lwowie, a następnie biuro Wywiad. Pierwszym redaktorem naczelnym i odpowiedzialnym był Władysław Jenner, a ostatnim – dr Ryszard Koranyi.
Czasopismo dostępne jest w postaci elektronicznej na witrynie Biblioteki Uniwersyteckiej w Warszawie.